# چشمه کاستالین

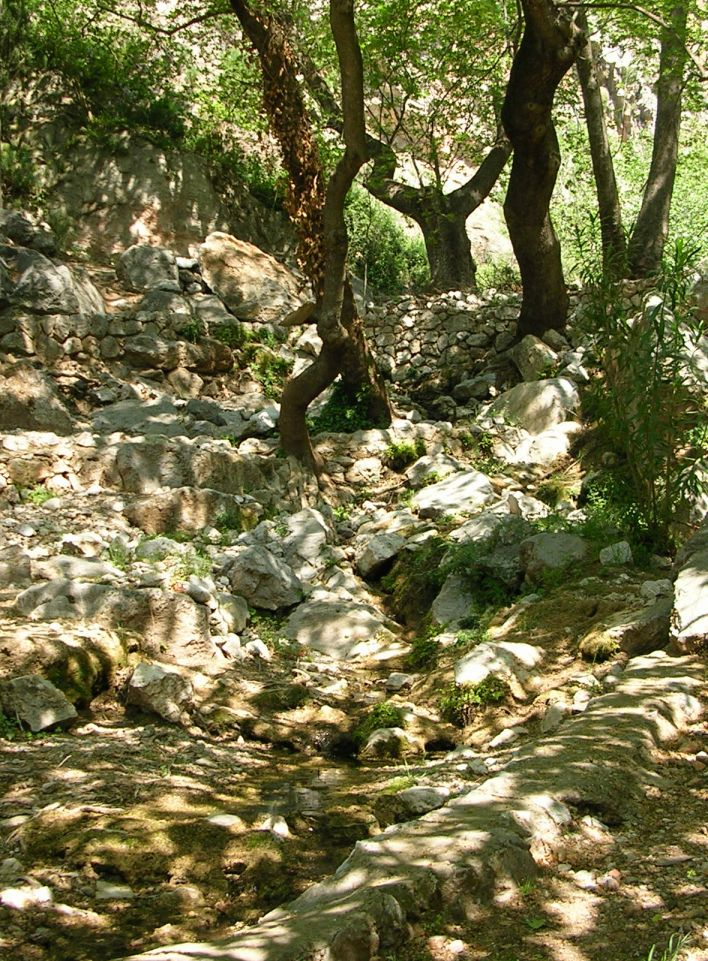
چشمه کاستالین.

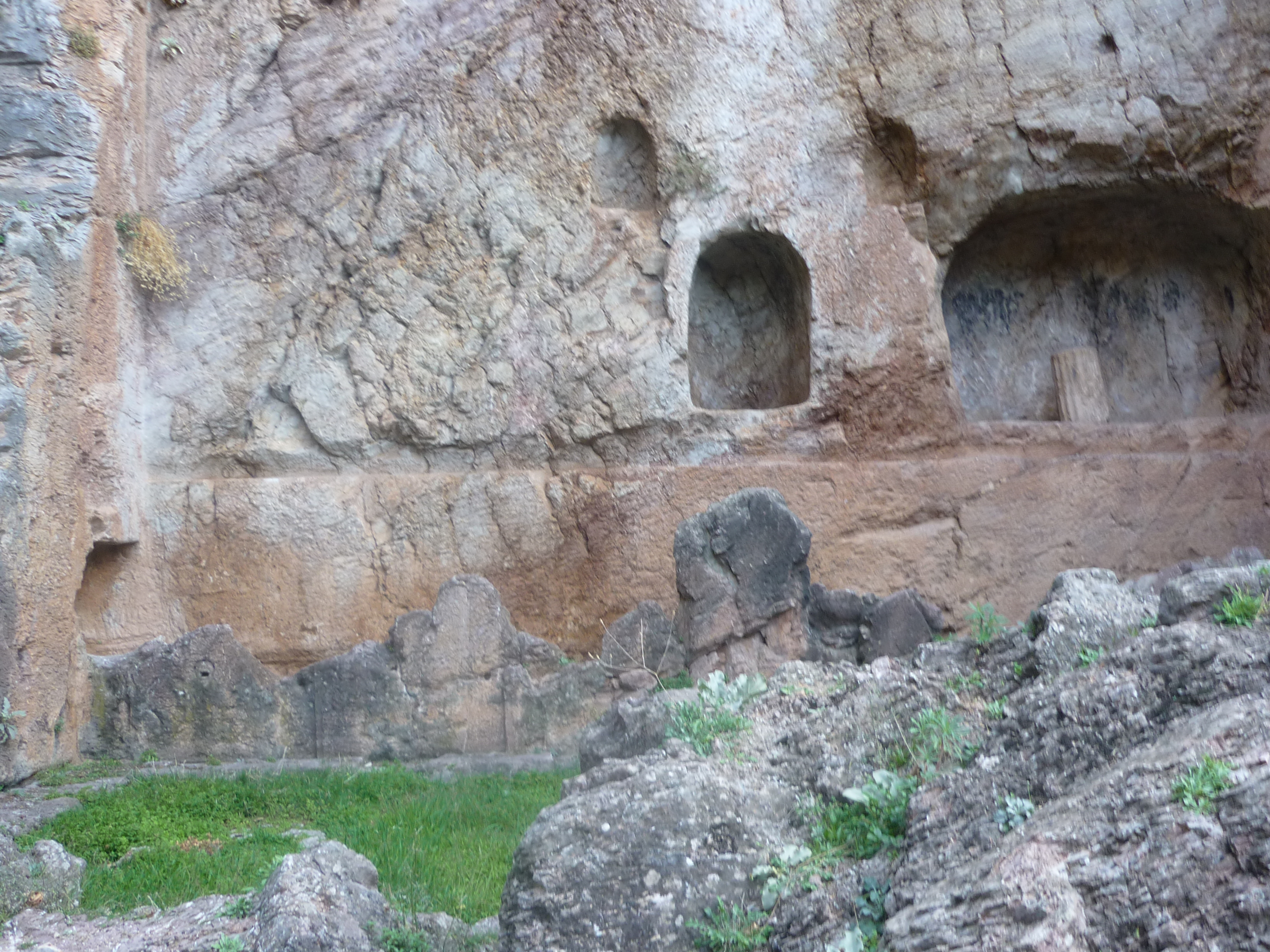
چشمه کاستالین

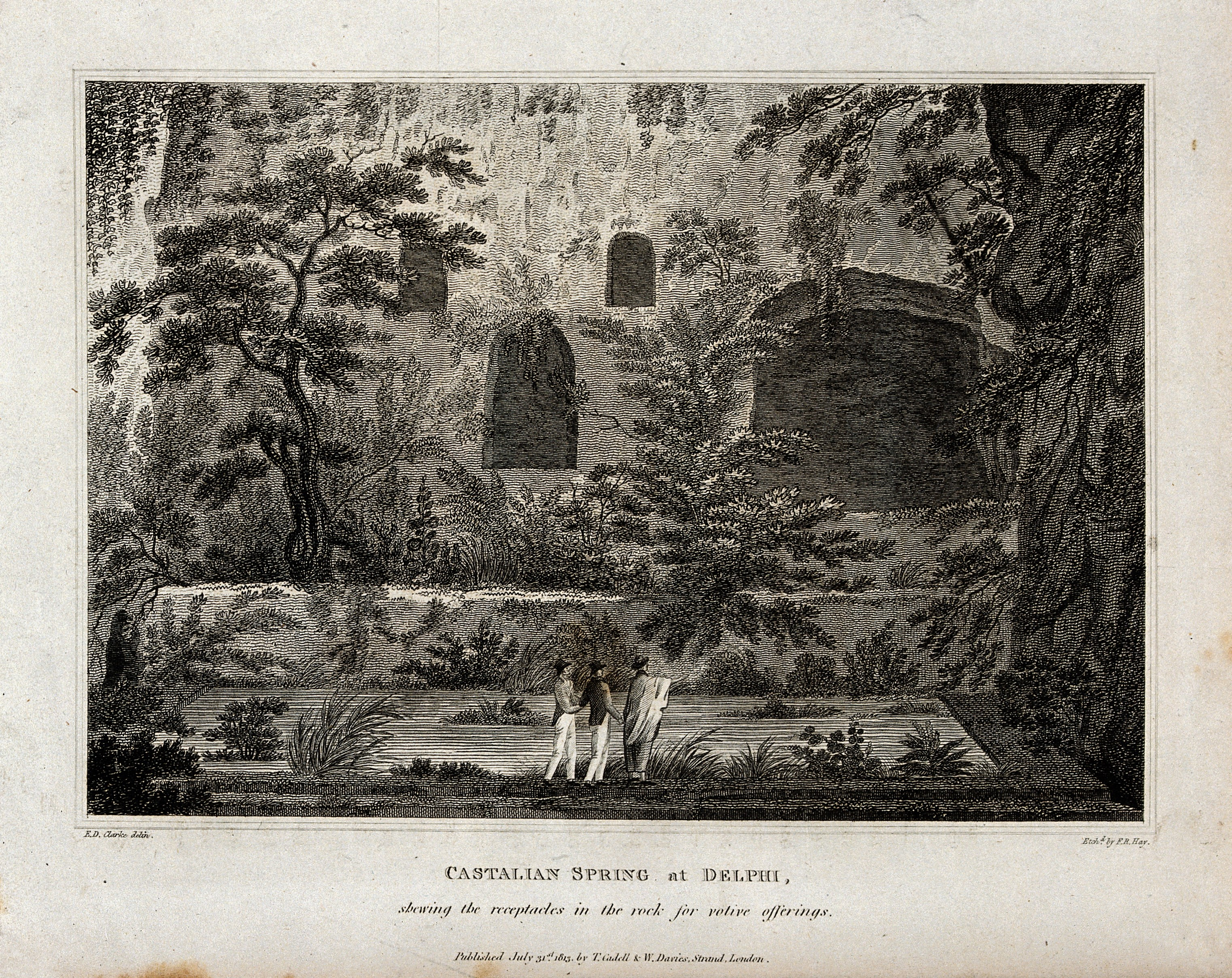
تصویری از فردریک رودولف هِی که ادوارد دانیل کلارک را کنار چشمهٔ کاستالین در دلفی قلم زده‌است.

چشمهٔ کاستالین، در شکافی در میان کوه‌های فدریادس در نزدیکی دلفی است. جایی که همهٔ مسافران دلفی — به خصوص شرکت‌کنندگان مسابقات پایتین، و زائرانی که برای مشورت با اوراکل به آنجا می‌آمدند — برای شستن خود و رفع تشنگی توقف می‌کردند. همچنین پیتیا و دیگر کاهنان، قبل از ایراد خطبه خود را در اینجا تطهیر می‌کردند. این محل برای شاعران رومی تنها یک منبع الهام عاشقانه بود.. در اساطیر آپولون در اینجا پایتون، اژدهای افسانه‌ای را که از چشمه محافظت می‌کرد، معدوم کرد و به همین دلیل برای یونانیان مقدس به‌شمار می‌رفت.

## چشمهٔ در باستان
دو چشمه، از چشمه‌هایی که چشمهٔ مقدس را تغذیه می‌کردند، امروزه باقی‌مانده‌است. در قرن ششم پیش از میلاد چشمهٔ کاستالین دارای حوضچه ای از سنگ مرمر بود که نیمکت‌هایی آن را احاطه کرده بودند. آب با استفاده از یک قنات کوچک به اینجا آورده می‌شد و به وسیلهٔ لوله‌های آب توزیع می‌شد.

## چشمهٔ رومی
چشمهٔ رومی مربوط به قرن اول قبل از میلاد می‌شود و تقریباً ۵۰ متر بالاتر از چشمهٔ کهن قرار دارد. طاقچه‌های که روی صخره‌ها تراشیده شده، برای استراحت زائران ترتیب داده شده بود. بعدها یکی از آن‌ها به کلیسای سنت جان باپتیست تبدیل شد. یک قنات چشمه را تغذیه می‌کرد. جلوی چشمه هفت دهانه برنز وجود داشت. روبروی آن نیز حیاط سنگفرش‌شده‌ای ساخته شده که در سه طرف آن نیمکت‌هایی سنگی قرار گرفته بود.